# カルラン・アルキュス
カルラン・ジャン・フェドレール・リュビ・アルキュス（フランス語: Carlens Jean Fedlaire Ruby Arcus、1996年6月28日 - ）は、ハイチのサッカー選手。ハイチ代表。ポジションはDF。

## クラブ歴
2015年にリーグ・ドゥのトロワACに加入したが、これには彼の代理人がシャウキ・ベン・サーダと同じであったという縁があっての事であった。その後クラブはリーグ・アンに昇格し、1試合に出場した。
2016年に同じくリーグ・アンのリールOSCに完全移籍した。しかしトップチームではカップ戦のみの出場で、リーグ戦に出場する事が出来なかった。
2017年にプロキシマス・リーグのサークル・ブルッヘに完全移籍したが、すぐにリーグ・ドゥのAJオセールに期限付き移籍した。翌年にオセールに完全移籍した。
2022年6月23日にエールディヴィジのSBVフィテッセに3年契約で完全移籍した。
2024年6月27日、アンジェSCOに2年契約で移籍した。

## 代表歴
2016年9月2日に行われた2018 FIFAワールドカップ・北中米カリブ海4次予選のコスタリカ代表戦にフル出場し代表初出場を記録した。代表初得点は2018年9月10日に行われた2019 CONCACAFネーションズリーグ予選のシント・マールテン代表戦であった。